# Brachiolejeunea spruceana
Brachiolejeunea spruceana là một loài Rêu trong họ Lejeuneaceae. Loài này được (C. Massal.) Schiffner mô tả khoa học đầu tiên năm 1893.